# 텔레비사의 텔레노벨라 목록

이것은 멕시코의 방송사 텔레비사(Televisa)에서 제작한 텔레노벨라 목록이다.

## 1950년대
| 번 | 년     | 제목                       |
| -- | ------ | -------------------------- |
| 1  | 1958년 | 센다 프로이비다            |
| 2  | 1958년 | 구티에리토스               |
| 3  | 1958년 | 마스 아야 데 라 앙구스티아 |
| 4  | 1958년 | 운 파소 알 아비스모        |
| 5  | 1959년 | 카데나 스 데 앙구스티아    |
| 6  | 1959년 | 쿠이다도 콘 엘 앙헬        |
| 7  | 1959년 | 엘리사                     |
| 8  | 1959년 | 아 예가도 운 엑스트라뇨    |
| 9  | 1959년 | 온라라스 아 로스 투요스    |
| 10 | 1959년 | 미 에스포사 세 디보르시아  |
| 11 | 1959년 | 엘 프레시오 델 시엘로      |
| 12 | 1959년 | 테레사                     |

## 1960년대
| 번  | 년     | 제목                                |
| --- | ------ | ----------------------------------- |
| 13  | 1960년 | 아마르 푸에 수 페카도               |
| 14  | 1960년 | 라 암비시오사                       |
| 15  | 1960년 | 카르타스 데 아모르                  |
| 16  | 1960년 | 라 카사 델 오디오                   |
| 17  | 1960년 | 클라우디아                          |
| 18  | 1960년 | 돈데 코미엔사 라 트리스테사         |
| 19  | 1960년 | 도스 카라스 티에네 엘 데스티노      |
| 20  | 1960년 | 에스페호 드 솜브라스                |
| 21  | 1960년 | 가브리엘라                          |
| 22  | 1960년 | 엘 옴브레 데 오로                   |
| 23  | 1960년 | 엘 후이시오 데 로스 파드레스        |
| 24  | 1960년 | 마리아 과달루페                     |
| 25  | 1960년 | 미 아모르 프렌테 알 파사도          |
| 26  | 1960년 | 라 무헤르 도라다                    |
| 27  | 1960년 | 무라야스 블랑카스                   |
| 28  | 1960년 | 엘 오트로                           |
| 29  | 1960년 | 페카도 모르탈                       |
| 30  | 1960년 | 펜션 데 무헤레스                    |
| 31  | 1960년 | 엘 랍토                             |
| 32  | 1960년 | 운 로스트로 엔 엘 파사도            |
| 33  | 1960년 | 세크레타리아 오 무헤르              |
| 34  | 1960년 | 비다 포르 비다                      |
| 35  | 1961년 | 아비스모스 데 아무르                |
| 36  | 1961년 | 바호 라 솜브라 데 로스 알멘드로스   |
| 37  | 1961년 | 라 브루훌라 로타                    |
| 38  | 1961년 | 시엘로 신 라에스트레야스            |
| 39  | 1961년 | 콘플리크토                          |
| 40  | 1961년 | 콰트로 엔 라 트람파                 |
| 41  | 1961년 | 쿨파스 아헤나스                     |
| 42  | 1961년 | 디보르시아다스                      |
| 43  | 1961년 | 돈 보스코                           |
| 44  | 1961년 | 엘레나                              |
| 45  | 1961년 | 엘 에네미고                         |
| 46  | 1961년 | 에스타파 데 아모르                  |
| 47  | 1961년 | 라 파밀리아 델 세이스               |
| 48  | 1961년 | 라스 헤멜라스                       |
| 49  | 1961년 | 라 온라 데 비비르                   |
| 50  | 1961년 | 라 인사시아블레                     |
| 51  | 1961년 | 라 레오나                           |
| 52  | 1961년 | 마리아넬라                          |
| 53  | 1961년 | 노 바스타 세르 메디코               |
| 54  | 1961년 | 우나 노체 신 마냐나                 |
| 55  | 1961년 | 니 블라                             |
| 56  | 1961년 | 리사스 아마르가스                   |
| 57  | 1961년 | 라 소스페차                         |
| 58  | 1961년 | 라 텔라라냐                         |
| 59  | 1961년 | 비다 로바다                         |
| 60  | 1962년 | 라 아크트리스                       |
| 61  | 1962년 | 아디오스, 아모르 미오               |
| 62  | 1962년 | 보라스카                            |
| 63  | 1962년 | 엘 카미난테                         |
| 64  | 1962년 | 라 코바르데                         |
| 65  | 1962년 | 코디시아                            |
| 66  | 1962년 | 엔카데나다                          |
| 67  | 1962년 | 라 글로리아 케도 아트라스           |
| 68  | 1962년 | 라 에렌시아                         |
| 69  | 1962년 | 라 에리다 델 티엠포                 |
| 70  | 1962년 | 운 이호 카요 델 시엘로              |
| 71  | 1962년 | 재니나                              |
| 72  | 1962년 | 라 마드라스트라                     |
| 73  | 1962년 | 마르셀라                            |
| 74  | 1962년 | 라스 모미아스 데 과나후아토         |
| 75  | 1962년 | 무헤르시타스                        |
| 76  | 1962년 | 페눔브라                            |
| 77  | 1962년 | 프리시오네라                        |
| 78  | 1962년 | 엘 프로페소르 발데스                |
| 79  | 1962년 | 소르 후아나 이네 드 라 크루즈       |
| 80  | 1963년 | 아고니아 데 아모르                  |
| 81  | 1963년 | 시타 콘 라 무에르테                 |
| 82  | 1963년 | 라 쿨파 데 로스 파드레스            |
| 83  | 1963년 | 라 데스코노시다                     |
| 84  | 1963년 | 데스티노                            |
| 85  | 1963년 | 도냐 마카브라                       |
| 86  | 1963년 | 에우헤니아                          |
| 87  | 1963년 | 라 파밀리아 미아우                  |
| 88  | 1963년 | 그란데스 일루시오네스               |
| 89  | 1963년 | 로 임페르도나블레                   |
| 90  | 1963년 | 마드레스 에고이스타스               |
| 91  | 1963년 | 라 메세라                           |
| 92  | 1963년 | 미 무헤르 이 요                     |
| 93  | 1963년 | 라스 모델로스                       |
| 94  | 1963년 | 파블로 이 엘레나                    |
| 95  | 1963년 | 엘 세크레토                         |
| 96  | 1963년 | 라 솜브라 델 오트로                 |
| 97  | 1963년 | 트라이시오네라                      |
| 98  | 1963년 | 트레스 카라스 데 무헤르             |
| 99  | 1963년 | 비다스 크루사다스                   |
| 100 | 1963년 | 비비모스 엔 우나 라에스트레야       |
| 101 | 1964년 | 아파시오나다                        |
| 102 | 1964년 | 센트랄 데 에메르헨시아              |
| 103 | 1964년 | 엘 크리솔                           |
| 104 | 1964년 | 쿰브레스 보라스코사스               |
| 105 | 1964년 | 데비에라 하베르 오비스파스          |
| 106 | 1964년 | 데센쿠엔트로                        |
| 107 | 1964년 | 엘 돌로르 데 비비르                 |
| 108 | 1964년 | 가브리엘라                          |
| 109 | 1964년 | 이스토리아 데 운 코바르데           |
| 110 | 1964년 | 라 인트루사                         |
| 111 | 1964년 | 후안 호세                           |
| 112 | 1964년 | 후이시오 데 알마스                  |
| 113 | 1964년 | 라 마스카라 델 앙헬                 |
| 114 | 1964년 | 메히코 1900                         |
| 115 | 1964년 | 라 피엘 데 사파                     |
| 116 | 1964년 | 산 마르틴 데 포레스                 |
| 117 | 1964년 | 시엠프레 투야                       |
| 118 | 1964년 | 라 베신다드                         |
| 119 | 1965년 | 엘 아비스모                         |
| 120 | 1965년 | 라스 아부엘라스                     |
| 121 | 1965년 | 알마 데 미 알마                     |
| 122 | 1965년 | 라 카예 엔 케 비비모스              |
| 123 | 1965년 | 카사 데 후에스페데스                |
| 124 | 1965년 | 코로나 데 라그리마스                |
| 125 | 1965년 | 운 라르고 아모르                    |
| 126 | 1965년 | 야마도 우르헨테                     |
| 127 | 1965년 | 마리나 라바예                       |
| 128 | 1965년 | 막시밀리아노 이 칼로타              |
| 129 | 1965년 | 라 멘티라                           |
| 130 | 1965년 | 우나 무헤르                         |
| 131 | 1965년 | 누에스트로 바리오                   |
| 132 | 1965년 | 푸엔테 데 크리스탈                  |
| 133 | 1965년 | 엘 레푸히오                         |
| 134 | 1965년 | 세크레토 데 콘페시온                |
| 135 | 1965년 | 라 셈브라도라                       |
| 136 | 1965년 | 토르멘타 데 파시오네스              |
| 137 | 1965년 | 투 에레스 미 엑스트라뇨             |
| 138 | 1966년 | 아모르 이 오르구요                  |
| 139 | 1966년 | 라 부스케다                         |
| 140 | 1966년 | 시타 엔 라 글로리아                 |
| 141 | 1966년 | 코라손 살바헤                       |
| 142 | 1966년 | 엘 코리도 데 루페 레예스            |
| 143 | 1966년 | 크리스티나 구즈먼                   |
| 144 | 1966년 | 엘 데레초 데 나세르                 |
| 145 | 1966년 | 엘 데스페르타르                     |
| 146 | 1966년 | 엘 돌로르 데 아마르                 |
| 147 | 1966년 | 라 두에냐                           |
| 148 | 1966년 | 라 두케사                           |
| 149 | 1966년 | 엘 에스페히스 모 브리야바           |
| 150 | 1966년 | 구티에리토스                        |
| 151 | 1966년 | 엘 이돌로                           |
| 152 | 1966년 | 마리아 이사벨                       |
| 153 | 1966년 | 마스 푸에르테 케 투 아모르          |
| 154 | 1966년 | 엘 오모헤네오                       |
| 155 | 1966년 | 로스 메디오 오가레스                |
| 156 | 1966년 | 엘 메디 오펠로                      |
| 157 | 1966년 | 누에스트로 페케뇨 문도              |
| 158 | 1966년 | 엘 파티오 데 틀라케파크             |
| 159 | 1966년 | 라 라손 데 비비르                   |
| 160 | 1966년 | 라 솜브라 델 페카도                 |
| 161 | 1966년 | 소나타 데 오토뇨                    |
| 162 | 1966년 | 발레리아                            |
| 163 | 1966년 | 베르티고                            |
| 164 | 1967년 | 아드리아나                          |
| 165 | 1967년 | 아모르 엔 엘 데시에르토             |
| 166 | 1967년 | 아모르 수블리메                     |
| 167 | 1967년 | 운 앙헬 엔 엘 팡고                  |
| 168 | 1967년 | 앙구스티아 델 파사도                |
| 169 | 1967년 | 아니타 데 몬테마르                  |
| 170 | 1967년 | 아토르멘타다                        |
| 171 | 1967년 | 라 카사 데 라스 피에라스            |
| 172 | 1967년 | 운 콜로르 파라 투 피엘              |
| 173 | 1967년 | 엘 쿠아르토 만다미엔토              |
| 174 | 1967년 | 쿠나 바시아                         |
| 175 | 1967년 | 데보라                              |
| 176 | 1967년 | 데트라스 델 무로                    |
| 177 | 1967년 | 디차 로바다                         |
| 178 | 1967년 | 라 두다                             |
| 179 | 1967년 | 엘라스                              |
| 180 | 1967년 | 엥게냐메                            |
| 181 | 1967년 | 엔트레 솜브라스                     |
| 182 | 1967년 | 펠리페 산체스, 라 솔다데라          |
| 183 | 1967년 | 라 프론테라                         |
| 184 | 1967년 | 헨테 신 이스토리아                  |
| 185 | 1967년 | 인세르티둠브레                      |
| 186 | 1967년 | 엘 후이시오 데 누에스트로스 이호스  |
| 187 | 1967년 | 라그리마스 아마르가스               |
| 188 | 1967년 | 노 키에로 라그리마스                |
| 189 | 1967년 | 옵세시온                            |
| 190 | 1967년 | 운 포브레 옴브레                    |
| 191 | 1967년 | 로 프로이비도                       |
| 192 | 1967년 | 로캄볼레                            |
| 193 | 1967년 | 수에냐 콘미고, 도나히               |
| 194 | 1967년 | 라 토르멘타                         |
| 195 | 1967년 | 엘 우수르파도르                     |
| 196 | 1967년 | 라스 빅티마스                       |
| 197 | 1967년 | 우나 멘티라                         |
| 198 | 1968년 | 아구에다                            |
| 199 | 1968년 | 아우렐리아                          |
| 200 | 1968년 | 카르셀 데 무헤레스                  |
| 201 | 1968년 | 로스 카우디요스                     |
| 202 | 1968년 | 추초 엘 로토                        |
| 203 | 1968년 | 크루스 데 아모르                    |
| 204 | 1968년 | 신시아                              |
| 205 | 1968년 | 데스티노 라 글로리아                |
| 206 | 1968년 | 두에로 데 파시오네스                |
| 207 | 1968년 | 엔 부스카 델 파라이소               |
| 208 | 1968년 | 에스타파 데 아모르                  |
| 209 | 1968년 | 페야스테 코라손                     |
| 210 | 1968년 | 운 그리토 엔 라 오스쿠리다드        |
| 211 | 1968년 | 로스 인콘포르메스                   |
| 212 | 1968년 | 인트리가                            |
| 213 | 1968년 | 후벤투드 디비노 테소로              |
| 214 | 1968년 | 레옌다스 데 메히코                  |
| 215 | 1968년 | 마리아나                            |
| 216 | 1968년 | 미 마에스트로                       |
| 217 | 1968년 | 무헤레스 신 아모르                  |
| 218 | 1968년 | 엘 파드레 게르니카                  |
| 219 | 1968년 | 파시온 기타나                       |
| 220 | 1968년 | 푸에블로 신 에스페란사              |
| 221 | 1968년 | 루비                                |
| 222 | 1968년 | 심플레멘테 비비르                   |
| 223 | 1968년 | 티엠포 데 페르돈                    |
| 224 | 1968년 | 트레스 비다스 디스틴타스            |
| 225 | 1969년 | 아벤투라스 데 허크                  |
| 226 | 1969년 | 카데나스 데 앙구스티아              |
| 227 | 1969년 | 엘 시에고                           |
| 228 | 1969년 | 콘시에르토 데 알마스                |
| 229 | 1969년 | 코라손 데 도스 시우다데스           |
| 230 | 1969년 | 델 알타르 아 라 툼바                |
| 231 | 1969년 | 데 라 티에라 아 라 루나             |
| 232 | 1969년 | 데 투르노 콘 라 앙구스티아          |
| 233 | 1969년 | 엘 디아리오 데 우나 세뇨리타 데센테 |
| 234 | 1969년 | 엔카데나도스                        |
| 235 | 1969년 | 라 파밀리아                         |
| 236 | 1969년 | 라 프론테라 데 크리스탈             |
| 237 | 1969년 | 오노르 이 오르구요                  |
| 238 | 1969년 | 로 케 노 푸에                       |
| 239 | 1969년 | 마스 아야 데 라 앙구스티아          |
| 240 | 1969년 | 미 아모르 포르 티                   |
| 241 | 1969년 | 노 크레오 엔 로스 옴브레스          |
| 242 | 1969년 | 엘 오호 데 비드리오                 |
| 243 | 1969년 | 우나 플레가리아 엔 엘 카미노        |
| 244 | 1969년 | 푸엔테 데 아모르                    |
| 245 | 1969년 | 엘 레트라토 데 도리안 그레이        |
| 246 | 1969년 | 로사리오                            |
| 247 | 1969년 | 엘 루이세뇨르 메히카노              |
| 248 | 1969년 | 세크레토 파라 트레스                |
| 249 | 1969년 | 신 팔라브라스                       |
| 250 | 1969년 | 투 에레스 미 데스티노               |
| 251 | 1969년 | 엘 우수레로                         |

## 1970년대
| 번  | 년     | 제목                                 |
| --- | ------ | ------------------------------------ |
| 252 | 1970년 | 앙헬리토스 네그로스                  |
| 253 | 1970년 | 아벤투라                             |
| 254 | 1970년 | 라 콘스티투시온                      |
| 255 | 1970년 | 코사 후스가다                        |
| 256 | 1970년 | 라 크루스 데 마리사 크루세스         |
| 257 | 1970년 | 엘 디오스 데 바로                    |
| 258 | 1970년 | 엥크루시하다                         |
| 259 | 1970년 | 라 가타                              |
| 260 | 1970년 | 마그달레나                           |
| 261 | 1970년 | 엘 마리아치                          |
| 262 | 1970년 | 마리아나                             |
| 263 | 1970년 | 엘 프레시오 데 운 옴브레             |
| 264 | 1970년 | 라파엘                               |
| 265 | 1970년 | 라 손리사 델 디아블로                |
| 266 | 1970년 | 예세니아                             |
| 267 | 1970년 | 이 볼베레                            |
| 268 | 1971년 | 엘 아모르 티에네 카라 데 무헤르      |
| 269 | 1971년 | 크리스토 네그로                      |
| 270 | 1971년 | 엘 데레초 데 로스 이호스             |
| 271 | 1971년 | 이스토리아 데 운 아모르              |
| 272 | 1971년 | 루시아 솜브라                        |
| 273 | 1971년 | 라 마에스트라 멘데스                 |
| 274 | 1971년 | 라 말디시온 데 라 블론다             |
| 275 | 1971년 | 라스 마스카라스                      |
| 276 | 1971년 | 미스 트레스 아모레스                 |
| 277 | 1971년 | 무차차 이탈리아나 비에네 아 카사르세 |
| 278 | 1971년 | 페케녜세스                           |
| 279 | 1971년 | 엘 프로페소르 파르티쿨라르           |
| 280 | 1971년 | 라 레코히다                          |
| 281 | 1971년 | 로사스 파라 베로니카                 |
| 282 | 1971년 | 수블리메 레덴시온                    |
| 283 | 1971년 | 엘 바가분도                          |
| 284 | 1971년 | 벨로 데 노비아                       |
| 285 | 1972년 | 아키 에스타 펠리페 레예스            |
| 286 | 1972년 | 엘 카루아헤                          |
| 287 | 1972년 | 엘 에디피시오 데 엔프렌테            |
| 288 | 1972년 | 라스 피에라스                        |
| 289 | 1972년 | 라스 헤멜라스                        |
| 290 | 1972년 | 메 야만 마르티나 솔라                |
| 291 | 1972년 | 라 세뇨라 호벤                       |
| 292 | 1973년 | 아마라스 아 투 프로히모              |
| 293 | 1973년 | 카르타스 신 데스티노                 |
| 294 | 1973년 | 엔트레 브루마스                      |
| 295 | 1973년 | 라 이에나                            |
| 296 | 1973년 | 엘 오노라블레 세뇨르 발데스          |
| 297 | 1973년 | 로스 케 아유단 아 디오스             |
| 298 | 1973년 | 미 프리메르 아모르                   |
| 299 | 1973년 | 미 리발                              |
| 300 | 1973년 | 로스 미세라블레스                    |
| 301 | 1973년 | 노소트로스 로스 포브레스             |
| 302 | 1973년 | 펜트하우스                           |
| 303 | 1973년 | 키엔                                 |
| 304 | 1973년 | 라 티에라                            |
| 305 | 1974년 | 아나 델 아이레                       |
| 306 | 1974년 | 엘 초페르                            |
| 307 | 1974년 | 엑스트라뇨 엔 수 푸에블로            |
| 308 | 1974년 | 아 예가도 우나 인트루사              |
| 309 | 1974년 | 엘 후라멘토                          |
| 310 | 1974년 | 엘 마난티알 델 밀라그로              |
| 311 | 1974년 | 마리나                               |
| 312 | 1974년 | 문도 데 후게테                       |
| 313 | 1974년 | 문녜카                               |
| 314 | 1974년 | 시엠프레 아브라 운 마냐나            |
| 315 | 1975년 | 바라타 데 프리마베라                 |
| 316 | 1975년 | 로 임페르도나블레                    |
| 317 | 1975년 | 엘 밀라그로 데 비비르                |
| 318 | 1975년 | 팔로마                               |
| 319 | 1975년 | 포브레 클라라                        |
| 320 | 1975년 | 벤 콘미고                            |
| 321 | 1976년 | 로스 반디도스 델 리오 프리오         |
| 322 | 1976년 | 마냐나 세라 오트로 디아              |
| 323 | 1976년 | 미 에르마나 라 네나                  |
| 324 | 1976년 | 문도스 오푸에스토스                  |
| 325 | 1977년 | 아콤파냐메                           |
| 326 | 1977년 | 코라손 살바헤                        |
| 327 | 1977년 | 도스 아 케레르세                     |
| 328 | 1977년 | 우미야도스 이 오펜디도스             |
| 329 | 1977년 | 마르차 눕시알                        |
| 330 | 1977년 | 파크토 데 아모르                     |
| 331 | 1977년 | 리나                                 |
| 332 | 1977년 | 라 벵간사                            |
| 333 | 1977년 | 요 노 피디 비비르                    |
| 334 | 1978년 | 아르디엔테 세크레토                  |
| 335 | 1978년 | 카르타스 파라 우나 비크티마          |
| 336 | 1978년 | 도메니카 몬테로                      |
| 337 | 1978년 | 돈데 테르미나 엘 카미노              |
| 338 | 1978년 | 고티타 데 헨테                       |
| 339 | 1978년 | 라 오라 델 실렌시오                  |
| 340 | 1978년 | 라드론수엘라                         |
| 341 | 1978년 | 마마 캄파니타                        |
| 342 | 1978년 | 마리아 호세                          |
| 343 | 1978년 | 우나 무헤르                          |
| 344 | 1978년 | 무녜카 로타                          |
| 345 | 1978년 | 노 토도 로 케 브리야 에스 오로       |
| 346 | 1978년 | 파시오네스 엔센디다스                |
| 347 | 1978년 | 페카도 데 아모르                     |
| 348 | 1978년 | 로살리아                             |
| 349 | 1978년 | 로사리오 데 아모르                   |
| 350 | 1978년 | 산타                                 |
| 351 | 1978년 | 운 오리히날 이 베인테 코피아스       |
| 352 | 1978년 | 비비아나                             |
| 353 | 1979년 | 엘 아모르 예고 마스 타르데           |
| 354 | 1979년 | 아모르 프로이비도                    |
| 355 | 1979년 | 아뇨란사                             |
| 356 | 1979년 | 베여 이 베스티아                     |
| 357 | 1979년 | 엘 시엘로 에스 파라 토도스           |
| 358 | 1979년 | 쿰브레스 보라스코사스                |
| 359 | 1979년 | 엘리사                               |
| 360 | 1979년 | 엘 에네미고                          |
| 361 | 1979년 | 온라라스 아 로스 투요스              |
| 362 | 1979년 | J.J. 후에스                          |
| 363 | 1979년 | 훌리아                               |
| 364 | 1979년 | 라그리마스 네그라스                  |
| 365 | 1979년 | 라 야마 데 투 아모르                 |
| 366 | 1979년 | 미 아모르 프렌테 알 파사도           |
| 367 | 1979년 | 무차차 데 바리오                     |
| 368 | 1979년 | 우나 무헤르 마르카다                 |
| 369 | 1979년 | 노 티에네스 데레초 아 후스가르메     |
| 370 | 1979년 | 파레시도 알 아모르                   |
| 371 | 1979년 | 로스 리코스 탐비엔 요란              |
| 372 | 1979년 | 라 세뇨리타 로블레스 이 수스 이호스  |
| 373 | 1979년 | 바모스 훈토스                        |
| 374 | 1979년 | 야라                                 |

## 1980년대
| 번  | 년     | 제목                                    |
| --- | ------ | --------------------------------------- |
| 375 | 1980년 | 알 피날 델 아르코 이리스                |
| 376 | 1980년 | 알 로호 비보                            |
| 377 | 1980년 | 암비시온                                |
| 378 | 1980년 | 아프렌디엔도 아 아마르                  |
| 379 | 1980년 | 엘 아라베                               |
| 380 | 1980년 | 카미네모스                              |
| 381 | 1980년 | 칸시오네라                              |
| 382 | 1980년 | 콜로리나                                |
| 383 | 1980년 | 엘 콤바테                               |
| 384 | 1980년 | 콘플리크토스 데 운 메디코               |
| 385 | 1980년 | 코라소네스 신 룸보                      |
| 386 | 1980년 | 후벤투드                                |
| 387 | 1980년 | 라그리마스 데 아모르                    |
| 388 | 1980년 | 노 테마스 알 아모르                     |
| 389 | 1980년 | 펠루시타                                |
| 390 | 1980년 | 케레르 볼라르                           |
| 391 | 1980년 | 산드라 이 파울리나                      |
| 392 | 1980년 | 세크레토 데 콘페시온                    |
| 393 | 1980년 | 솔레다드                                |
| 394 | 1980년 | 베로니카                                |
| 395 | 1981년 | 에스페히스모                            |
| 396 | 1981년 | 엑스트라뇨스 카미노스 델 아모르         |
| 397 | 1981년 | 엘 오가르 케 요 로베                    |
| 398 | 1981년 | 인파미아                                |
| 399 | 1981년 | 후에고스 델 데스티노                    |
| 400 | 1981년 | 우나 리모스나 데 아모르                 |
| 401 | 1981년 | 노소트라스 라스 무헤레스                |
| 402 | 1981년 | 포르 아모르                             |
| 403 | 1981년 | 키에레메 시엠프레                       |
| 404 | 1981년 | 토다 우나 비다                          |
| 405 | 1981년 | 엘 데레초 데 나세르                     |
| 406 | 1982년 | 엘 아모르 눙카 무에레                   |
| 407 | 1982년 | 치스피타                                |
| 408 | 1982년 | 데하메 비비르                           |
| 409 | 1982년 | 엔 부스카 델 파라이소                   |
| 410 | 1982년 | 가브리엘 이 가브리엘라                  |
| 411 | 1982년 | 로 케 엘 시엘로 노 페르도나             |
| 412 | 1982년 | 마냐나 에스 프리마베라                  |
| 413 | 1982년 | 바네사                                  |
| 414 | 1982년 | 비비르 에나모라다                       |
| 415 | 1983년 | 아말리아 바티스타                       |
| 416 | 1983년 | 엘 아모르 아헤노                        |
| 417 | 1983년 | 비앙카 비달                             |
| 418 | 1983년 | 보다스 데 오디오                        |
| 419 | 1983년 | 쿠안도 로스 이호스 세 반                |
| 420 | 1983년 | 라 피에라                               |
| 421 | 1983년 | 엘 말레피시오                           |
| 422 | 1983년 | 운 솔로 코라손                          |
| 423 | 1984년 | 로스 아뇨스 펠리세스                    |
| 424 | 1984년 | 아프렌디엔도 아 비비르                  |
| 425 | 1984년 | 에클립세                                |
| 426 | 1984년 | 과달루페                                |
| 427 | 1984년 | 라 파시온 데 이사벨라                   |
| 428 | 1984년 | 프린시페사                              |
| 429 | 1984년 | 시, 미 아모르                           |
| 430 | 1984년 | 솔테로 엔 엘 아이레                     |
| 431 | 1984년 | 테 아모                                 |
| 432 | 1984년 | 라 트라이시온                           |
| 433 | 1984년 | 투 에레스 미 데스티노                   |
| 434 | 1985년 | 아반도나다                              |
| 435 | 1985년 | 엘 앙헬 카이도                          |
| 436 | 1985년 | 앙헬리카                                |
| 437 | 1985년 | 로스 아뇨스 파산                        |
| 438 | 1985년 | 에스페란도테                            |
| 439 | 1985년 | 후아나 이리스                           |
| 440 | 1985년 | 투 오 나디에                            |
| 441 | 1985년 | 비비르 운 포코                          |
| 442 | 1986년 | 아베 페닉스                             |
| 443 | 1986년 | 엘 카미노 세크레토                      |
| 444 | 1986년 | 카우티바                                |
| 445 | 1986년 | 시카트리세스 델 알마                    |
| 446 | 1986년 | 쿠나 데 로보스                          |
| 447 | 1986년 | 드 푸라 상그레                          |
| 448 | 1986년 | 엘 엥가뇨                               |
| 449 | 1986년 | 라 글로리아 이 엘 인피에르노            |
| 450 | 1986년 | 에렌시아 말디타                         |
| 451 | 1986년 | 리스타 네그라                           |
| 452 | 1986년 | 마리오네타스                            |
| 453 | 1986년 | 마르틴 가라투사                         |
| 454 | 1986년 | 몬테 칼바리오                           |
| 455 | 1986년 | 무차치타                                |
| 456 | 1986년 | 엘 파드레 갈료                          |
| 457 | 1986년 | 포브레 후벤투드                         |
| 458 | 1986년 | 세둑시온                                |
| 459 | 1987년 | 로스 아뇨스 페르디도스                  |
| 460 | 1987년 | 코모 두엘레 카야르                      |
| 461 | 1987년 | 라 인도마블레                           |
| 462 | 1987년 | 포브레 세뇨리타 리만투르                |
| 463 | 1987년 | 엘 프레시오 데 라 파마                  |
| 464 | 1987년 | 킨세아녜라                              |
| 465 | 1987년 | 로사 살바헤                             |
| 466 | 1987년 | 센다 데 글로리아                        |
| 467 | 1987년 | 탈 코모 소모스                          |
| 468 | 1987년 | 티엠포 데 아마르                        |
| 469 | 1987년 | 빅토리아                                |
| 470 | 1987년 | 예세니아                                |
| 471 | 1988년 | 아모르 엔 실렌시오                      |
| 472 | 1988년 | 도스 비다스                             |
| 473 | 1988년 | 둘세 데사피오                           |
| 474 | 1988년 | 엔카데나도스                            |
| 475 | 1988년 | 엘 엑스타뇨 레토르노 데 디아나 살라사르 |
| 476 | 1988년 | 플로르 이 카넬라                        |
| 477 | 1988년 | 누에보 아마네세르                       |
| 478 | 1988년 | 파시온 이 포데르                        |
| 479 | 1988년 | 엘 페카도 데 오유키                     |
| 480 | 1988년 | 엘 린콘 데 로스 프로디히오스            |
| 481 | 1988년 | 라 트람파                               |
| 482 | 1989년 | 로 블랑코 이 로 네그로                  |
| 483 | 1989년 | 천사들의 합창                           |
| 484 | 1989년 | 라 카사 알 피날 레 라 카예              |
| 485 | 1989년 | 엘 크리스탈 엠파냐도                    |
| 486 | 1989년 | 라스 그란데스 아구아스                  |
| 487 | 1989년 | 루스 이 솜브라                          |
| 488 | 1989년 | 미 세군다 마드레                        |
| 489 | 1989년 | 모리르 파라 비비르                      |
| 490 | 1989년 | 심플레멘테 마리아                       |
| 491 | 1989년 | 테레사                                  |
| 492 | 1989년 | 쿠안도 예가 엘 아모르                   |

## 1990년대
| 번  | 년     | 제목                             |
| --- | ------ | -------------------------------- |
| 493 | 1990년 | 알칸사르 우나 에스트레야         |
| 494 | 1990년 | 아모르 데 나디에                 |
| 495 | 1990년 | 앙헬레스 블랑코스                |
| 496 | 1990년 | 세니사스 이 디아만테스           |
| 497 | 1990년 | 디아스 신 루나                   |
| 498 | 1990년 | 엔 카르네 프로피아               |
| 499 | 1990년 | 라 푸에르사 델 아모르            |
| 500 | 1990년 | 미 페케냐 솔레다드               |
| 501 | 1990년 | 운 로스트로 엔 미 파사도         |
| 502 | 1990년 | 요 콤프로 에사 문헤르            |
| 503 | 1991년 | 알칸사르 우나 에스트레야 2세     |
| 504 | 1991년 | 알 필로 데 라 무에르테           |
| 505 | 1991년 | 아트라파다                       |
| 506 | 1991년 | 카데나스 데 아마르구라           |
| 507 | 1991년 | 라 피카라 소냐도라               |
| 508 | 1991년 | 마드레스 에고이스타스            |
| 509 | 1991년 | 밀라그로 이 마히아               |
| 510 | 1991년 | 무차치타스                       |
| 511 | 1991년 | 발레리아 이 막시밀리아노         |
| 512 | 1991년 | 비다 로바다                      |
| 513 | 1991년 | 요 노 크레오 엔 로스 옴브레스    |
| 514 | 1992년 | 앙헬레스 신 파라이소             |
| 515 | 1992년 | 바일라 콘미고                    |
| 516 | 1992년 | 카루셀 데 라스 아메리카스        |
| 517 | 1992년 | 데 프레엔테 알 솔                |
| 518 | 1992년 | 엘 아부엘로 이 요                |
| 519 | 1992년 | 라 손리사 델 디아블로            |
| 520 | 1992년 | 라스 세크레타스 인텐시오네스     |
| 521 | 1992년 | 마히카 후벤투드                  |
| 522 | 1992년 | 마리아 메르세데스                |
| 523 | 1992년 | 트리앙굴로                       |
| 524 | 1993년 | 부스칸도 엘 파라이소             |
| 525 | 1993년 | 카프리초                         |
| 526 | 1993년 | 클라리사                         |
| 527 | 1993년 | 코라손 살바헤                    |
| 528 | 1993년 | 도스 무헤레스, 운 카미노         |
| 529 | 1993년 | 엔트레 라 비다 이 라 무에르테    |
| 530 | 1993년 | 라 울티마 에스페란사             |
| 531 | 1993년 | 로스 파리엔테스 포브레스         |
| 532 | 1993년 | 수에뇨 데 아모르                 |
| 533 | 1993년 | 테니아스 케 세르 투              |
| 534 | 1993년 | 발렌티나                         |
| 535 | 1994년 | 아구헤타스 데 콜로르 데 로사     |
| 536 | 1994년 | 카미노스 크루사도스              |
| 537 | 1994년 | 엘 부엘로 델 아길라              |
| 538 | 1994년 | 임페리오 데 크리스탈             |
| 539 | 1994년 | 마리마르                         |
| 540 | 1994년 | 마스 아야 델 푸엔테              |
| 541 | 1994년 | 프리시오네라 데 아모르           |
| 542 | 1994년 | 볼베르 아 엠페사르               |
| 543 | 1995년 | 아카풀코, 쿠에르포 이 알마       |
| 544 | 1995년 | 알론드라                         |
| 545 | 1995년 | 바호 운 미스모 로스트로          |
| 546 | 1995년 | 라 두에냐                        |
| 547 | 1995년 | 라 팔로마                        |
| 548 | 1995년 | 마리아 호세                      |
| 549 | 1995년 | 모렐리아                         |
| 550 | 1995년 | 포브레 니냐 리카                 |
| 551 | 1995년 | 레트라토 데 파밀리아             |
| 552 | 1995년 | 마리아 라 델 바리오              |
| 553 | 1995년 | 시 디오스 메 키타 라 비다        |
| 554 | 1995년 | 엘 프레미오 마요르               |
| 555 | 1996년 | 마리솔                           |
| 556 | 1996년 | 루스 클라리타                    |
| 557 | 1996년 | 라소스 데 아모르                 |
| 558 | 1996년 | 미 케리다 이사벨                 |
| 559 | 1996년 | 센티미엔토스 아헤노스            |
| 560 | 1996년 | 카냐베랄 데 파시오네스           |
| 561 | 1996년 | 라 안토르차 엔센디다             |
| 562 | 1996년 | 아술                             |
| 563 | 1996년 | 모리르 도스 베세스               |
| 564 | 1996년 | 콘피덴테 데 세쿤다리아           |
| 565 | 1996년 | 파라 토다 라 비다                |
| 566 | 1996년 | 칸시온 데 아모르                 |
| 567 | 1996년 | 라 솜브라 델 오트로              |
| 568 | 1996년 | 벤디타 멘티라                    |
| 569 | 1996년 | 라 쿨파                          |
| 570 | 1996년 | 투 이 요                         |
| 571 | 1996년 | 테 시고 아만도                   |
| 572 | 1997년 | 알구나 베스 텐드라모스 알라스    |
| 573 | 1997년 | 노 텐고 마드레                   |
| 574 | 1997년 | 데센쿠엔트로                     |
| 575 | 1997년 | 푸에블로 치코, 인피에르노 그란데 |
| 576 | 1997년 | 마리아 이사벨                    |
| 577 | 1997년 | 에스메랄다                       |
| 578 | 1997년 | 라 하울라 데 오로                |
| 579 | 1997년 | 로스 이호스 데 나디에            |
| 580 | 1997년 | 헨테 비엔                        |
| 581 | 1997년 | 신 티                            |
| 582 | 1997년 | 우라칸                           |
| 583 | 1997년 | 엘 알마 노 티에네 콜로르         |
| 584 | 1997년 | 살루드, 디네로 이 아모르         |
| 585 | 1997년 | 아마다 에네미가                  |
| 586 | 1997년 | 엘 세크레토 데 알레한드라        |
| 587 | 1997년 | 미 페케냐 트라비에사             |
| 588 | 1998년 | 소냐도라스                       |
| 589 | 1998년 | 고티타 데 아모르                 |
| 590 | 1998년 | 비보 포르 엘레나                 |
| 591 | 1998년 | 엘 프리빌레히오 데 아마르        |
| 592 | 1998년 | 프레시오사                       |
| 593 | 1998년 | 렌코르 아파시오나도              |
| 594 | 1998년 | 라 멘티라                        |
| 595 | 1998년 | 앙헬라                           |
| 596 | 1998년 | 우나 루스 엔 엘 카미노           |
| 597 | 1998년 | 라 우수르파도라                  |
| 598 | 1998년 | 카밀라                           |
| 599 | 1999년 | 라베린토스 데 파시온             |
| 600 | 1999년 | 무헤레스 엥가냐다스              |
| 601 | 1999년 | 인피에르노 엔 엘 파라이소        |
| 602 | 1999년 | 엘 니뇨 케 비노 델 마르          |
| 603 | 1999년 | 트레스 무헤레스                  |
| 604 | 1999년 | 로살린다                         |
| 605 | 1999년 | 알마 레벨데                      |
| 606 | 1999년 | DKDA: 수에뇨스 데 후벤투드       |
| 607 | 1999년 | 포르 투 아모르                   |
| 608 | 1999년 | 아모르 기타노                    |
| 609 | 1999년 | 세라핀                           |
| 610 | 1999년 | 엘디 아리오 데 다니엘라          |
| 611 | 1999년 | 눈카 테 올비다레                 |

## 2000년대
| 번  | 년     | 제목                             |
| --- | ------ | -------------------------------- |
| 607 | 2000년 | 아미고스 포르 시엠프레           |
| 608 | 2000년 | 시엠프레 테 아마레               |
| 609 | 2000년 | 라모나                           |
| 610 | 2000년 | 라 카사 엔 라 플라야             |
| 611 | 2000년 | 로쿠라 데 아모르                 |
| 612 | 2000년 | 카리타 데 앙헬                   |
| 613 | 2000년 | 미 데스티노 에레스 투            |
| 614 | 2000년 | 아브라사메 무이 푸에르테         |
| 615 | 2000년 | 엘 프레시오 데 투 아모르         |
| 616 | 2000년 | 프리메르 아모르, 아 밀 포르 호라 |
| 617 | 2000년 | 포르 운 베소                     |
| 617 | 2000년 | 프리메르 아모르                  |
| 618 | 2000년 | 라이토 데 루스                   |
| 619 | 2001년 | 엘 노베노 만다미엘토             |
| 620 | 2001년 | 엘 데레초 데 나세르              |
| 621 | 2001년 | 아미가스 이 리바레스             |
| 622 | 2001년 | 아벤투라스 엔 엘 티엠포          |
| 623 | 2001년 | 무헤르 보니타                    |
| 624 | 2001년 | 라 인트루사                      |
| 625 | 2001년 | 신 페카도 콘세비도               |
| 626 | 2001년 | 아트레베테 아 올비다르메         |
| 627 | 2001년 | 마리아 벨렌                      |
| 628 | 2001년 | 엘 마난티알                      |
| 629 | 2001년 | 살로메                           |
| 630 | 2001년 | 엘 후에고 데 라 비다             |
| 630 | 2001년 | 나비다드 신 핀                   |
| 631 | 2002년 | 콤플리세스 알 레스카테           |
| 632 | 2002년 | 엔트르 엘 아모르 이 엘 오디오    |
| 633 | 2002년 | 라 오트라                        |
| 634 | 2002년 | 클라세 406                       |
| 635 | 2002년 | 천사들의 합창                    |
| 636 | 2002년 | 라스 비아스 델 아모르            |
| 637 | 2002년 | 아시 손 엘라스                   |
| 638 | 2003년 | 니냐 아마다 미아                 |
| 639 | 2003년 | 데 포카스, 포카스 풀가스         |
| 640 | 2003년 | 아모르 리알                      |
| 641 | 2003년 | 벨로 데 노비아                   |
| 642 | 2003년 | 알레그리헤스 이 레부호스         |
| 643 | 2003년 | 바호 라 미스마 피엘              |
| 644 | 2003년 | 마리아나 데 라 노체              |
| 645 | 2003년 | 클랩, 엘 루가르 데 투스 수에뇨스 |
| 646 | 2004년 | 아마르테 에스 미 페카도          |
| 647 | 2004년 | 아미, 라 니냐 데 라 모치라 아술  |
| 648 | 2004년 | 코라소네스 알 리미테             |
| 649 | 2004년 | 무헤르 데 마데라                 |
| 650 | 2004년 | 루비                             |
| 651 | 2004년 | 아마르 오트라 베스               |
| 652 | 2004년 | 미시온 S.O.S.                    |
| 653 | 2004년 | 레벨데                           |
| 654 | 2004년 | 아푸에스타 포르 운 아모르        |
| 655 | 2004년 | 이노센테 데 티                   |
| 656 | 2005년 | 수에뇨스 이 카라멜로스           |
| 657 | 2005년 | 라 마드라스트라                  |
| 658 | 2005년 | 콘트라 비엔토 이 마레아          |
| 659 | 2005년 | 피엘 데 오토뇨                   |
| 660 | 2005년 | 라 에스포사 비르헨               |
| 661 | 2005년 | 파블로 이 안드레아               |
| 662 | 2005년 | 엘 아모르 노 티에네 프레시오     |
| 663 | 2005년 | 바레라 데 아모르                 |
| 664 | 2005년 | 알보라다                         |
| 665 | 2005년 | 페레그리나                       |
| 666 | 2006년 | 라 페아 마스 베야                |
| 667 | 2006년 | 라 베르다드 오쿨타               |
| 668 | 2006년 | 에리다스 데 아모르               |
| 669 | 2006년 | 두에로 데 파시오네스             |
| 670 | 2006년 | 코디고 포스탈                    |
| 671 | 2006년 | 문도 데 피에라스                 |
| 672 | 2006년 | 아모르 미오                      |
| 673 | 2006년 | 라스 도스 카라스 데 아나         |
| 674 | 2006년 | 아마르 신 리미테스               |
| 675 | 2007년 | 데스티란도 아모르                |
| 676 | 2007년 | 요 아모 아 후안 케렌돈           |
| 677 | 2007년 | 롤라, 에라세 우나 베스           |
| 678 | 2007년 | 바호 라스 리엔다스 델 아모르     |
| 679 | 2007년 | 무차치타스 코모 투               |
| 680 | 2007년 | 파시온                           |
| 681 | 2007년 | 아모르 신 마키야헤               |
| 682 | 2007년 | 알 디아블로 콘 로스 과포스       |
| 683 | 2007년 | 팔라브라 데 무헤르               |
| 684 | 2007년 | 토르멘타 엔 알 파라이소          |
| 685 | 2008년 | 푸에고 엔 라 상그레              |
| 686 | 2008년 | 라스 톤타스 노 반 알 시엘로      |
| 687 | 2008년 | 알마 데 이에로                   |
| 688 | 2008년 | 케리다 에네미가                  |
| 689 | 2008년 | 쿠이다도 콘 엘 앙헬              |
| 690 | 2008년 | 후로 케 테 아모                  |
| 691 | 2008년 | 운 간초 알 코라손                |
| 692 | 2008년 | 엔 놈브레 델 아모르              |
| 693 | 2008년 | 마냐나 에스 파라 시엠프레        |
| 694 | 2009년 | 베라노 데 아모르                 |
| 695 | 2009년 | 아트레베테 아 소냐르             |
| 696 | 2009년 | 소르틸레히오                     |
| 697 | 2009년 | 미 페카도                        |
| 698 | 2009년 | 아스타 케 엘 디네로 노스 세파레  |
| 699 | 2009년 | 카말레오네스                     |
| 700 | 2009년 | 로스 익시토소스 페레스           |
| 701 | 2009년 | 코라손 살바헤                    |
| 702 | 2009년 | 마르 데 아모르                   |

## 2010년대
| 번  | 년     | 제목                                 |
| --- | ------ | ------------------------------------ |
| 703 | 2010년 | 니냐 데 미 코라손                    |
| 704 | 2010년 | 사카티요, 운 루가르 데 투 코라손     |
| 705 | 2010년 | 쿠안도 메 에나모로                   |
| 706 | 2010년 | 예나 데 아모르                       |
| 707 | 2010년 | 소이 투 두에냐                       |
| 708 | 2010년 | 트리운포 델 아모르                   |
| 709 | 2010년 | 테레사                               |
| 710 | 2010년 | 파라 볼베르 아 아마르                |
| 711 | 2011년 | 라파엘라                             |
| 712 | 2011년 | 니 콘티고 니 신 티                   |
| 713 | 2011년 | 에스페란사 델 코라손                 |
| 714 | 2011년 | 라 푸에르사 델 데스티노              |
| 715 | 2011년 | 아모르시토 코라손                    |
| 716 | 2011년 | 우나 파밀리아 콘 수에르테            |
| 717 | 2011년 | 라 케 노 포디아 아마르               |
| 718 | 2011년 | 도스 오가레스                        |
| 719 | 2012년 | 운 레푸히오 파라 엘 아모르           |
| 720 | 2012년 | 카치토 데 시엘로                     |
| 721 | 2012년 | 아모르 브래비오                      |
| 722 | 2012년 | 포르 엘라 소이 에바                  |
| 723 | 2012년 | 아비스모 데 파시온                   |
| 724 | 2012년 | 코로나 데 라그리마스                 |
| 725 | 2012년 | 라 무헤르 델 벤다발                  |
| 726 | 2012년 | 케 보니토 아모르                     |
| 727 | 2012년 | 포르케 엘 아모르 만다                |
| 728 | 2012년 | 아모레스 베르다데로스                |
| 729 | 2013년 | 코라손 인도마블레                    |
| 730 | 2013년 | 라 템페스타드                        |
| 731 | 2013년 | 데 케 테 키에로, 테 키에로           |
| 732 | 2013년 | 멘티르 파라 비비르                   |
| 733 | 2013년 | 리브레 파라 아마르테                 |
| 734 | 2013년 | 포르 시엠프레 미 아모르              |
| 735 | 2013년 | 키에로 아마르테                      |
| 736 | 2013년 | 로 케 라 비다 메 로보                |
| 737 | 2013년 | 케 포브레스 탄 리코스                |
| 738 | 2014년 | 라 말케리다                          |
| 739 | 2014년 | 엘 콜로르 데 라 파시온               |
| 740 | 2014년 | 라 가타                              |
| 741 | 2014년 | 미 코라손 에스 투요                  |
| 742 | 2014년 | 아스타 엘 핀 델 문도                 |
| 743 | 2014년 | 요 노 크레오 엔 로스 옴브레스        |
| 744 | 2014년 | 무차차 이탈리아나 비에네 아 카사르세 |
| 745 | 2014년 | 라 솜브라 델 파사도                  |
| 746 | 2015년 | 라 비우다 네그라                     |
| 747 | 2015년 | 케 테 페르도네 디오스                |
| 748 | 2015년 | 아모레스 콘 트람파                   |
| 749 | 2015년 | 로 임페르도나블레                    |
| 750 | 2015년 | 라 베시나                            |
| 751 | 2015년 | 아모르 데 바리오                     |
| 752 | 2015년 | 아 케 노 메 데하스                   |
| 753 | 2015년 | 안테스 무에르타 케 리치타            |
| 754 | 2015년 | 파시온 이 포데르                     |
| 755 | 2015년 | 심플레멘테 마리아                    |
| 756 | 2016년 | 운 카미노 아시아 엘 데스티노         |
| 757 | 2016년 | 코라손 케 미엔테                     |
| 758 | 2016년 | 수에뇨 데 아모르                     |
| 759 | 2016년 | 엘 호텔 델 로스 세크레토스           |
| 760 | 2016년 | 라스 아마소나스                      |
| 761 | 2016년 | 포르 시엠프레 호안 세바스찬          |
| 762 | 2016년 | 데스페르타르 콘티고                  |
| 763 | 2016년 | 비노 엘 아모르                       |
| 764 | 2016년 | 트레스 베세스 아나                   |
| 765 | 2016년 | 무헤레스 데 네그로                   |
| 766 | 2016년 | 야고                                 |
| 767 | 2016년 | 신 라스트로 데 티                    |
| 768 | 2016년 | 라 칸디다타                          |
| 769 | 2017년 | 미 아도라블레 말디시온               |
| 770 | 2017년 | 엘 비엔아마도                        |
| 771 | 2017년 | 라 도블레 비다 데 에스텔라 카리요    |
| 772 | 2017년 | 에나모란도메 데 라몬                 |
| 773 | 2017년 | 라 필로토                            |
| 774 | 2017년 | 미 마리도 티에네 파밀리아            |
| 775 | 2017년 | 엘 부엘로 데 라 빅토리아             |
| 776 | 2017년 | 엔 티에라스 살바헤스                 |
| 777 | 2017년 | 오이 보이 아 캄비아르                |
| 778 | 2017년 | 카에르 엔 텐타시온                   |
| 779 | 2017년 | 파파 아 토다 마드레                  |
| 780 | 2017년 | 메 데클라로 쿨파블레                 |
| 781 | 2017년 | 신 투 미라다                         |
| 782 | 2018년 | 포르 아마르 신 레이                  |
| 783 | 2018년 | 이하스 데 라 루나                    |
| 784 | 2018년 | 테니아스 케 세르 투                  |
| 785 | 2018년 | 이 마냐나 세라 오트로 디아           |
| 786 | 2018년 | 라 헤파 델 캄페온                    |
| 787 | 2018년 | 라이크                               |
| 788 | 2018년 | 신 미에도 아 라 베르다드             |
| 789 | 2018년 | 아마르 아 무에르테                   |
| 790 | 2019년 | 링고                                 |
| 791 | 2019년 | 포르 아마르 신 레이 2세              |
| 792 | 2019년 | 실비아 피날, 프렌테 아 티            |
| 793 | 2019년 | 도냐 플로르 이 수스 마리도스         |
| 794 | 2019년 | 신 미에도 아 라 베르다드 2세         |
| 795 | 2019년 | 엘 코라손 눈카 세 에키보카           |
| 796 | 2019년 | 로스 엘레히도스                      |
| 797 | 2019년 | 시타 아 시에가스                     |
| 798 | 2019년 | 라 레이나 소이 요                    |
| 799 | 2019년 | 라 우수르파도라                      |
| 800 | 2019년 | 쿠나 데 로보스                       |
| 801 | 2019년 | 엘 드라곤                            |
| 802 | 2019년 | 솔테로 콘 이하스                     |
| 803 | 2019년 | 메디코스                             |

## 2020년대
| 번  | 년     | 제목                       |
| --- | ------ | -------------------------- |
| 804 | 2020년 | 벤세르 엘 미에도           |
| 805 | 2020년 | 루비                       |
| 806 | 2020년 | 코모 투 노 아이 도스       |
| 807 | 2020년 | 테 도이 라 비다            |
| 808 | 2020년 | 라 메히카나 이 엘 게로     |
| 809 | 2020년 | 임페리오 데 멘티라스       |
| 810 | 2020년 | 벤세르 엘 데사모르         |
| 811 | 2020년 | 케레를로 토도              |
| 812 | 2021년 | 테 아쿠에르다스 데 미      |
| 813 | 2021년 | 푸에고 아르디엔테          |
| 813 | 2021년 | 케 레 파사 아 미 파밀리아  |
| 814 | 2021년 | 디세냔도 투 아모르         |
| 815 | 2021년 | 시 노스 데한               |
| 816 | 2021년 | 라 데살마다                |
| 817 | 2021년 | SOS 메 에스토이 에나모란도 |

## 같이 보기
- 텔레비사